# Chicoloapan
Chicoloapan er en kommune beliggende i zone III i delstaten Mexico i Mexico. Kommunen har et areal på 61 km2
og et indbyggertal på 175.053 (2010). Kommunen er administrativt center i Chicoloapan de Juárez. Kommunen er med i storbyområdet ZMCM.